# ネオ・エルダリン
ネオ・エルダリン(Neo-Eldarin)とはJ・R・R・トールキンの開発した架空言語であるエルフ諸語の内で、トールキンの死後もその手を離れて使用されている言語。一般にはシンダール語とクウェンヤを指す。この二つの言語は作品からはなれて単体として学習者が存在しており、ネオ・エルダリン文学も存在している。僅かずつながら言語として独自の発展を遂げており、母語話者出現の可能性も否定できない。